# Nicky Gumbel
Nicholas Glyn Paul Gumbel  (Londres, 28 de abril de 1955), también conocido como Nicky Gumbel, es un reverendo anglicano y autor de tradiciones evangélicas y carismáticas. Es conocido como el desarrollador del Curso Alpha, una introducción básica al cristianismo respaldada por iglesias de muchas denominaciones cristianas, incluida la Iglesia Católica.

## Vida
En 1996 el obispo anglicano de Londres nombró a Nicky Gumbel capellán para Alpha. En los cursos Alpha se recomiendan los libros de Gumbel y sus vídeos por su claridad. Su libro Questions of Life ha vendido más de 750 000 copias en todo el mundo. Antes que clérigo, fue abogado durante 10 años, y toda su visión de evangelización se centra en llegar a la gente de la calle, las personas alejadas de Dios, cristianos nominales, o gente que va  a la iglesia sin tener una creencia firme, razonada y basada en la experiencia.